# Jean-Pol Stercq
Jean-Pol Stercq, né en 1943 à Bruxelles, est un photographe. Connu pour son portrait de Hergé.

## Biographie
Jean-Pol Stercq naît en 1943 en Belgique,. Après des études à l’École de Photographie de la Ville de Bruxelles de 1967 à 1969, ce bruxellois devient photographe du journal Tintin où il réalise une galerie de portraits des auteurs de l'hebdomadaire bruxellois dans la rubrique intitulée La Galerie-photo de Tintin inaugurée par Hergé, Greg et Tibet en 1973. Il prend en photo ainsi Will Eisner ou Hugo Pratt. L'un de ses portraits de Hergé est utilisé par Andy Warhol pour la réalisation de quatre acryliques,.
Il effectue à cette époque des reportages sur les plasticiens pour le Musée d'Art moderne de Bruxelles. 
Il s'installe à Paris dans les années 1970. Il réalise de nombreuses expositions en France et à l'étranger et il publie plusieurs ouvrages personnels ou collectifs.
En 1994, il lègue au Musée de la photographie à Charleroi une collection de documents photographiques. Ami de Max-Pol Fouchet, il est vice-président de l'Association des amis de Max-Pol Fouchet.
Pendant près de 50 ans, il photographie des musiciens de jazz.

### Vie privée
Il réside à Granville dans la Manche depuis 2015.

## Œuvres

### Publications
- Tirages de têtes, La Lettre volée, 1995, textes de Werner Lambersy, photographies de Jean-Pol Stercq
- D'après Bruxelles, Bernard Gilson, 2000, textes de Jean-Baptiste Baronian, photographies de Jean-Pol Stercq
- Max-Pol Fouchet ou Le Passeur de rêves, Le Castor astral, 2000, collectif, photographies de Max-Pol Fouchet et Jean-Pol Stercq
- Errances bruxelloises, Éditions du Cygne, 2004, Collectif, photographies de Jean-Pol Stercq et Nelly Roushdi  (ISBN 978-2-84924-007-6)
- 40 écrivains du Brabant wallon par eux-mêmes, Éditions Mols, 2005, collectif, photographies de Jean-Pol Stercq
- Christian Dotremont. Les développements de l’œil, Éditions Hazan, 2004, catalogue d'exposition, photographies de Jean-Pol Stercq
- Érosion du silence, Rhubarbe, 2009, textes de Werner Lambersy, photographies de Jean-Pol Stercq
- Bourgogne-Vézelay, Rhubarbe, 2013, textes de Christian Limousin, photographies de Jean-Pol Stercq
- Armand Simon. La transfiguration du cruel, Quadri éditions, 2013, avec un poème original de Jacques Lacomblez et quatre photos inédites de Jean-Pol Stercq.
- L'Œil à facettes, Rhubarbe, 2021, textes de Patricia Castex Menier et Werner Lambersy, photographies de Jean-Pol Stercq  (ISBN 9782374750576)